# Dipendenza

Lo schema mostra il grado di dipendenza e di danno fisico di alcune sostanze stupefacenti.

Per dipendenza si intende un'alterazione del comportamento che da semplice o comune abitudine diventa una ricerca esagerata e patologica del piacere attraverso mezzi o sostanze o comportamenti che sfociano nella condizione patologica. L'individuo dipendente tende a perdere la capacità di un controllo sull'abitudine.
Il DSM-V e l’ICD-10, i testi di riferimento internazionale per la diagnosi psichiatrica, indicano il segno cardinale della dipendenza nell’uso compulsivo di una sostanza a dispetto della consapevolezza delle conseguenze negative, in sostanza la perdita del controllo volontario del comportamento.
Gli avanzamenti delle neuroscienze hanno portato a far luce su alcuni dei meccanismi cerebrali correlati alle dipendenze. Il modello di spiegazione neurobiologico della dipendenza sembra corroborato dai risultati sperimentali sui modelli animali, e anche dai numerosi reperti ottenuti con le nuove tecniche di visualizzazione in vivo delle funzioni del cervello umano, come la PET e la risonanza magnetica funzionale. Questi strumenti di indagine sembrano rilevare specifiche alterazioni funzionali e anche strutturali, per questo croniche, nel sistema nervoso centrale dei soggetti dipendenti.
Per queste ragioni, la dipendenza come malattia è concettualizzata come una patologia cronica del cervello. Il modello concettuale della dipendenza come malattia cronica del cervello, è esemplarmente illustrato da un citatissimo lavoro di Alan Leshner uscito nel 1997 su Science. All’epoca direttore del National Institute on Drug Abuse statunitense – il più grande ente mondiale per lo studio e l’intervento sulle tossicodipendenze - Leshner scriveva che nei soggetti vulnerabili l’uso prolungato di sostanze modifica le strutture e le funzioni del sistema nervoso centrale facendo scattare “un interruttore metaforico nel cervello” che porta alla “condizione di dipendenza, caratterizzata dalla ricerca e dall’uso compulsivo”. L'idea della dipendenza come malattia cronica del cervello ad andamento recidivante presenta tuttavia alcune serie incongruenze, come il fatto che molto spesso gli individui superano questa condizione senza ricorrere a cure, oppure che l'azione stessa delle sostanze psicoattive e la loro capacità di indurre dipendenza sono modulate da numerosi fattori di tipo psicologico e sociale.
La dipendenza clinica da più sostanze o comportamenti in contemporanea o in sostituzione di uno di essi, in un preciso schema ricorrente e a lungo tempo, prende il nome di polidipendenza.

## Tipologie e cause delle dipendenze
Dal punto di vista degli effetti è utile suddividere la dipendenza in dipendenza fisica (dipendenza da sostanze, con alterazione dello stato biologico) e dipendenza psichica (dipendenza di tipo comportamentale, con alterato stato psichico).
La dipendenza fisica, prodotta essenzialmente dai condizionamenti neurobiologici, è superabile con relativa facilità; la dipendenza psichica, difficile punto nodale della tossicodipendenza, richiede interventi terapeutici lenti, complessi e ad ampio raggio, coinvolgendo spesso i familiari che stanno attorno alla persona dipendente. Le forme più gravi comportano dipendenza fisica e psichica con compulsività, cioè, ad esempio, con bisogno di assunzione ripetuta della droga da cui si dipende per risperimentarne l'effetto psichico ed evitare la sindrome di astinenza. 
La compulsività si associa al bisogno di assumere la droga (e in genere la sostanza o il comportamento stimolante la dopamina) in dosi sempre maggiori, perché si crea assuefazione, con un innalzamento della soglia di tolleranza e nello stesso tempo desensibilizzazione: per avere lo stesso piacere nei recettori servono quantità maggiori di dopamina (che vengono tollerate, ma allo stesso tempo si è meno sensibili), e in secondo luogo a parità di dopamina prodotta nel cervello servono quantità sempre maggiori dello stimolante.
Dal punto di vista delle cause si può dipendere patologicamente da:
- cibo (bulimia, dipendenza da zuccheri, disturbo da alimentazione incontrollata)
- sostanze stupefacenti (tossicodipendenza), in cui rientrano anche l'alcolismo, il caffeinismo e il tabagismo
- sesso (dipendenza sessuale, pornografia, masturbazione compulsiva)
- lavoro (work-a-holic)
- comportamenti come il gioco (gioco d'azzardo patologico), lo shopping (shopping compulsivo), il furto (cleptomania), la televisione, internet (internet dipendenza), i videogame, lo sport.[6]

La dipendenza si presenta non solo con un eccesso dei neurotrasmettitori (dopamina), ma anche con un loro deficit. Ad esempio, la coazione a ripetere e la mania di ordine e pulizia si manifestano come una dipendenza, e sono sintomi di una carenza di serotonina.
Non sempre si è dipendenti da droghe, alcol, farmaci o sostanze stupefacenti, ma si può essere dipendenti anche da oggetti di uso comune come computer ecc, o attività quotidiane, questo tipo di dipendenza viene chiamata "dipendenza psicologica", questo tipo di dipendenza provoca effetti come: sbalzi di umore, perdita temporale, mal di testa ecc.
Gli studi di biochimica, di neuroimaging funzionale e di genetica hanno confermato che esiste una stretta relazione neurobiologica tra dipendenza psicologica e dipendenza da sostanze:il gioco d'azzardo o il sesso rappresentano infatti esperienze capaci di attivare i circuiti responsabili della gratificazione nello stesso modo in cui vengono attivati dal consumo di sostanze psicoattive.
Uno studio del 2007
ha mostrato per la prima volta le aree del cervello coinvolte nel processo decisionale. I neuroni della corteccia orbitofrontale e della cingolata anteriore sono le aree del cervello attivate per prendere qualsiasi decisione, sia cruciali (il tipo di scuola, un lavoro) sia che si tratti di scelte banali (come mangiare o bere qualcosa). Rispettivamente, l'attività neuronale viene modulata nella orbifrontale in proporzione alla gravità della decisione (identificare l'alternativa migliore), e nella cingolata in base alla rispondenza alle aspettative di partenza (seguire l'alternativa che si è valutata migliore).
La cingolata anteriore era oggetto degli stimoli più forti per il confronto fra pay-off atteso, probabilità di successo e costo in termini di tempo e sforzo richiesti.

A riprova, chi presentava danni in queste aree tendeva a comportamenti autolesionistici, con la stessa dinamica delle dipendenze, vale a dire a scegliere l'alternativa peggiore e meno soddisfacente per sé, in modo consapevole e non.
Da confermare con ulteriori studi, non adegua l'attività neuronale e quindi i tempi all'importanza delle decisioni (impulsività su scelte cruciali, contro tempi lunghi per decisioni del quotidiano).

## Criteri diagnostici
DipendenzaStato medico caratterizzato da ricerca compulsiva di stimoli gratificanti, nonostante le conseguenze negative
Comportamento di dipendenzaComportamento che è al tempo stesso gratificante e di rinforzo
Farmaco-dipendenzaFarmaco che è al tempo stesso gratificante e di rinforzo
TossicodipendenzaStato di adattamento associato a una sindrome di astinenza al momento della cessazione dell'esposizione ripetuta a uno stimolo (ad esempio, l'assunzione di farmaci)
Tolleranza inversa o sensibilizzazione al farmacoEffetto crescente di un farmaco derivante dalla somministrazione ripetuta a una data dose
Sindrome da astinenzaSintomi che si verificano al momento della cessazione del consumo ripetuto di sostanze
Dipendenza fisicaDipendenza che comprende i sintomi persistenti di astinenza fisica-somatico (ad esempio, la fatica e il delirium tremens)
Dipendenza psicologicaDipendenza che comprende i sintomi di astinenza emotivo-motivazionali (ad esempio, disforia e anedonia)
Stimoli rinforzoStimoli che aumentano la probabilità di comportamenti ripetuti associati loro
Stimoli gratificantiStimoli che il cervello interpreta come intrinsecamente positivo o come qualcosa a cui avvicinarsi
SensibilizzazioneRisposta aumentata a uno stimolo derivante dalla ripetuta esposizione a esso
Disturbo da uso di sostanzeCondizione in cui l'uso di sostanze porta a una compromissione funzionale significativa o disagio
TolleranzaDiminuzione dell'effetto di un farmaco dovuto alla somministrazione ripetuta a una data dose

### Secondo il DSM
La diagnosi delle varie dipendenze si basa universalmente sui criteri indicati nel manuale internazionale di statistica e diagnostica dei disturbi mentali (DSM), strumento di diagnosi che applica la relativa stabilità dell'analisi descrittiva dei sintomi di patologie mentali in un periodo minimo di osservazione. Secondo il DSM,
1. tolleranza, come definita da ciascuno dei seguenti:
  1. il bisogno di dosi notevolmente più elevate della sostanza per raggiungere l’intossicazione o l’effetto desiderato;
  2. un effetto notevolmente diminuito con l’uso continuativo della stessa quantità della sostanza;
2. astinenza, come manifestata da ciascuna dei seguenti:
  1. la caratteristica sindrome di astinenza per la sostanza (riferirsi ai Criteri A e B dei set di criteri per Astinenza dalle sostanze specifiche);
  2. la stessa sostanza (o una strettamente correlata) è assunta per attenuare o evitare i sintomi di astinenza;
3. la sostanza è spesso assunta in quantità maggiori o per periodi più prolungati rispetto a quanto previsto dal soggetto;
4. desiderio persistente o tentativi infruttuosi di ridurre o controllare l’uso della sostanza;
5. una grande quantità di tempo viene spesa nel procurarsi la sostanza (per esempio, recandosi in visita da più medici o guidando per lunghe distanze), ad assumerla (per esempio, fumando “in catena”), o a riprendersi dai suoi effetti;
6. interruzione o riduzione di importanti attività sociali, lavorative e ricreative a causa dell’uso della sostanza;
7. uso continuativo della sostanza nonostante la consapevolezza di avere un problema persistente o ricorrente, di natura fisica o psicologica, verosimilmente causato o esacerbato dalla sostanza (per esempio, il soggetto continua ad usare cocaina malgrado il riconoscimento di una depressione indotta da cocaina, oppure continua a bere malgrado il riconoscimento del peggioramento di un’ulcera causato dell’assunzione di alcol)»

(DSM-IV-TR, Manuale diagnostico e statistico dei disturbi mentali, text revision, pp. 219-220)

### Nuovi criteri diagnostici
Nel 2006 è stata pubblicata in Italia una ipotesi di nuovi criteri diagnostici delle dipendenze patologiche o addictions:
A) Persistente e ricorrente comportamento di dipendenza maladattivo che conduce a menomazione o disagio clinicamente significativi, come indicato da un totale di cinque (o più) dei seguenti criteri [con almeno due da (1), di cui uno è (c), due da (2) e uno da (3)] per un periodo di tempo non inferiore ai 12 mesi. 
1) Ossessività
a) pensieri e immagini ricorsivi circa le esperienze di dipendenza o le ideazioni relative alla dipendenza (per es. è eccessivamente assorbito nel rivivere esperienze di dipendenza passate o nel fantasticare o programmare le esperienze di dipendenza future);
b) i pensieri e le immagini relativi al comportamento di dipendenza sono intrusivi e costituiscono tensione ed eccitazione inappropriate e causano ansia o disagio marcati;
c) in qualche momento del disturbo la persona ha riconosciuto che i pensieri e le immagini sono prodotti della propria mente (e non suscitati dall'esterno).
2) Impulsività
a) irrequietezza, ansia, irritabilità o agitazione quando non è possibile mettere in atto il comportamento di dipendenza;
b) ricorrente incapacità di resistere e di regolare i desideri di dipendenza inappropriati e gli impulsi a mettere in atto il comportamento di dipendenza.
3) Compulsività
a) comportamenti di dipendenza ripetitivi che la persona si sente obbligata a mettere in atto, anche contro la sua stessa volontà, nonostante le possibili conseguenze negative, come conseguenza delle fantasie di dipendenza ricorrenti e del deficit del controllo degli impulsi;
b) i comportamenti o le azioni di dipendenza coatti sono volti a evitare o prevenire stati di disagio o per alleviare un umore disforico (per es. sentimenti di impotenza, irritabilità, inadeguatezza).
B) I pensieri e i comportamenti di dipendenza ricorrenti e compulsivi impegnano il soggetto per la maggior parte del tempo, o interferiscono significativamente con le sue normali abitudini, con il funzionamento lavorativo (o scolastico), o con le attività o le relazioni sociali usuali.
C) I pensieri e i comportamenti di dipendenza ricorrenti e compulsivi non avvengono esclusivamente durante un episodio maniacale, o condizioni mediche generali.

## Terapia
L'approccio terapeutico più recente contro le dipendenze risulta quello multidisciplinare, con intervento mirato sia in ambito biologico che psicologico.

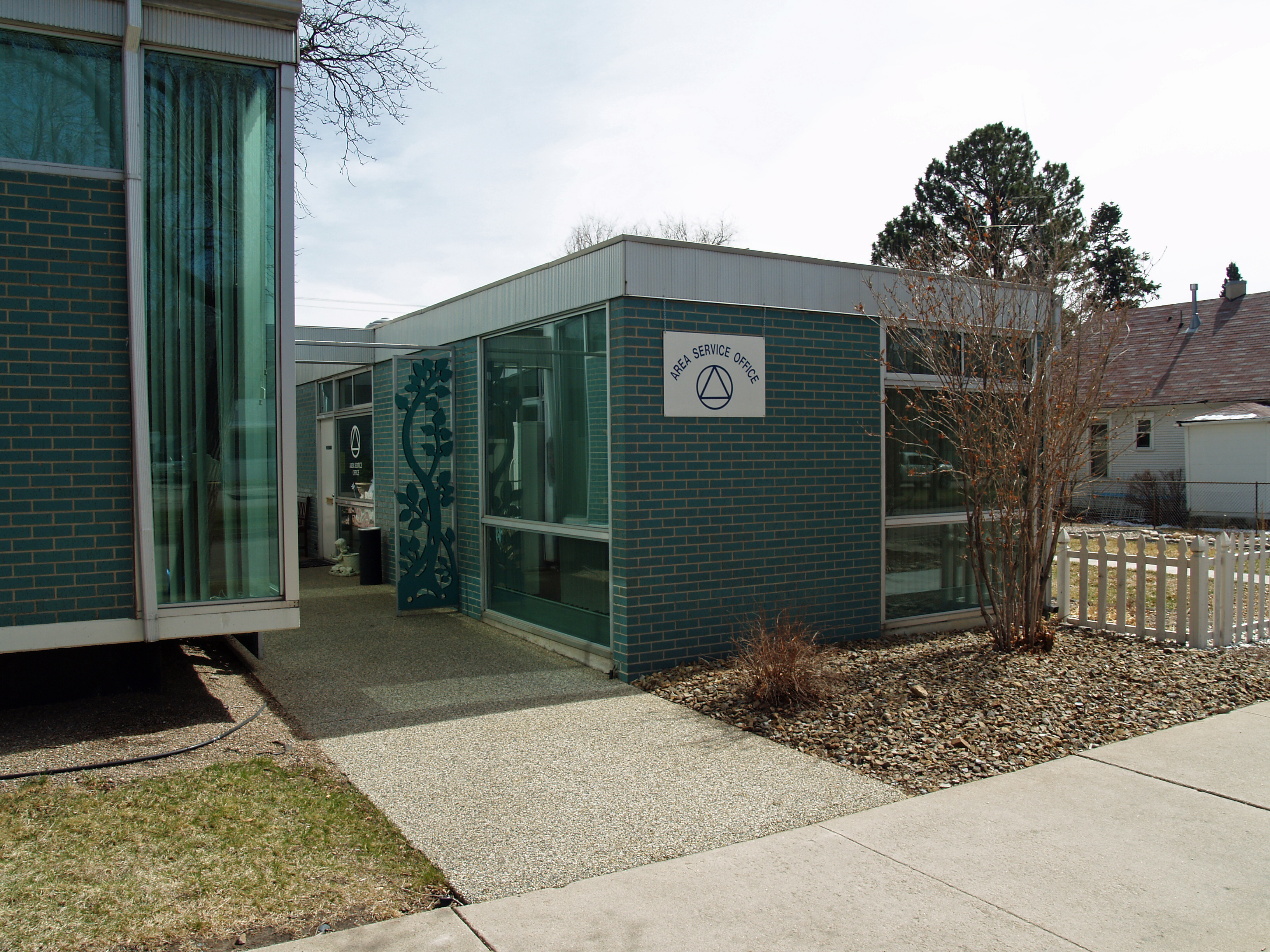
Un centro degli alcolisti anonimi, una associazione di auto-aiuto per guarire dalla dipendenza da alcool.

In ambito biologico lo scopo precipuo è il raggiungimento dell'astinenza (utilizzato soprattutto nelle dipendenze da sostanze, come alcol e droghe). Possono essere impiegati farmaci di tipo ansiolitico e terapie farmacologiche.
In ambito psicologico, di norma affrontato con psicoterapia individuale o di gruppo, invece ci si prefigge l'obiettivo di spingere il soggetto a superare l'ossessiva percezione del bisogno della sostanza o comportamento da cui è dipendente.
Esistono inoltre molte associazioni che utilizzano il programma di recupero del gruppo di "auto aiuto" come terapia contro svariate forme di dipendenza:
- da sostanze, come alcolismo, tossicodipendenza sia da droghe "leggere" che "pesanti" come cocaina, eroina, metanfetamina e altre;
- alimentari come bulimia e altri disturbi alimentari;
- relazionali come la codipendenza, la dipendenza affettiva;
- comportamentali come il gioco d'azzardo compulsivo, la dipendenza dal lavoro, lo shopping compulsivo;
- sessuali come masturbazione compulsiva, pornodipendenza o cyber-sex addiction;
- tecnologiche come l'internet dipendenza.[senza fonte]

Una meta-analisi comparativa pubblicata nel 2014, ha concluso che l'uso dei farmaci antipsicotici nel trattamento della dipendenza da cocaina o da psicostimolanti "non sembrerebbe essere più efficace del placebo nel ridurre il consumo di cocaina e il desiderio (craving) per la cocaina o gli psicostimolanti".

Uno studio clinico comparativo eseguito nel 2018 su due coorti di 50 pazienti affetti da psicosi e da disturbo da uso di sostanze, e trattati per 12 mesi con iniezioni intramuscolari a lungo termine rispettivamente di aripiprazolo monoidrato e di paliperidone, ha concluso un miglioramento del quadro clinico, della qualità della vita e una riduzione del craving del campione trattato con aripiprazolo. La ricerca include anche due sperimentazioni a doppio cieco con campione di controllo.